# Pappachan Pradeep
Naduparambil Pappachen Pradeep (ur. 28 kwietnia 1983 w Idukki) – indyjski piłkarz, grający na pozycji pomocnika.

## Kariera klubowa
Pappachan Pradeep rozpoczął swoją karierę w występującym w lidze stanu Kerala klubie State Bank of Travancore w 2002 roku. W latach 2006–2010 był zawodnikiem klubu Mahindra United. Z Mahindrą zdobył mistrzostwo Indii w 2006. Obecnie pozostaje bez klubu.

## Kariera reprezentacyjna
W reprezentacji Indii Pradeep zadebiutował w 2004. W 2007 uczestniczył w eliminacjach Mistrzostw Świata 2010. W 2008 Pradeep wygrał z reprezentacją AFC Challenge Cup, co oznaczało wywalczenie awansu do Pucharu Azji, po 27-letniej przerwie. Pradeep znalazł się w kadrze na ten turniej. Dotychczas rozegrał w reprezentacji 32 spotkania i strzelił 9 bramek.